# Shevockia
Shevockia là một chi rêu trong họ Neckeraceae.